# James Lauritz Reveal
James Lauritz Reveal (1941 – 9 de gener de 2015) va ser un botànic ben conegut pel seu treball en els noms per sobre dels gèneres que va presentar en una pàgina web exhaustiva, on també presentava material de taxonomia inclòs el Sistema Reveal (Reveal system). També va ser membre de l'Angiosperm Phylogeny Group i un dels autors de les classificacions dels APG II i APG III.
A la seva mort, Reveal era un professor emeritus de la Universitat de Maryland, professor adjunt del Departament de Biologia vegetal de la Cornell University i curator honorari del New York Botanical Garden.